# Campionato europeo di Formula 2 1974
La stagione 1974 della Campionato europeo di Formula 2 fu disputata su 10 gare. Il campionato venne vinto dal pilota francese Patrick Depailler.

## Elenco degli iscritti
Elenco parziale degli iscritti all'ottava edizione dell'Europeo di Formula 2. Non essendo ancora fissi, i numeri di gara sono puramente indicativi.
| No | Pilota                | Vettura             | Team                           |
| -- | --------------------- | ------------------- | ------------------------------ |
| 1  | Hans-Joachim Stuck    | March-BMW 742       | Jagermaister March Racing Team |
| 2  | Patrick Depailler     | March-BMW 742       | ELF March Racing Team          |
| 3  | Patrick Tambay        | Elf Alpine-BMW A367 | Ecuire ELF Coombs              |
| 4  | Jean-Pierre Jabouille | Elf Alpine-BMW A367 | Ecuire ELF Coombs              |
| 5  | Alain Serpaggi        | Elf Alpine-BMW A367 | Ecuire ELF Coombs              |
| 6  | José Dolhem           | Surtees-BMW TS15    | Bang & Olufsen Team Surtees    |
| 7  | John Watson           | Surtees-BMW TS15    | Bang & Olufsen Team Surtees    |
| 8  | Dieter Quester        | Chevron-BMW B27     | Team Harper                    |
| 9  | David Purley          | Chevron-BMW B27     | Team Harper                    |
| 10 | Maurizio Flammini     | March-BMW 742       | CSAI Equipe Nazionale          |
| 11 | Duilio Truffo         | March-BMW 742       | CSAI Equipe Nazionale          |
| 12 | Reine Wisell          | GRD-BMW 274         | Pierre Robert Racing Team      |
| 15 | Jacques Laffite       | March-BMW 742       | BP Racing                      |
| 16 | Jean-Pierre Paoli     | March-BMW 742       | BP Racing                      |
| 17 | Paolo Bozzetto        | March-BMW 742       | Trivellato Corse               |
| 18 | Gabriele Serblin      | March-BMW 742       | Trivellato Corse               |
| 19 | Carlo Giorgio         | March-BMW 742       | Jolly Club                     |
| 20 | Andy Sutcliffe        | March-BMW 742       | Brian Lewis Racing             |
| 23 | Bill Gubelmann        | March-BMW 742       | Brian Lewis Racing             |
| 24 | Jacques Coulon        | March-BMW 742       | ANTAR March Racing Team        |
| 25 | Guillermo Ortega      | Surtees-BMW TS15    | Ortega Ecuador Marlboro Team   |
| 26 | Fausto Morello        | Surtees-BMW TS15    | Ortega Ecuador Marlboro Team   |
| 27 | Tim Schenken          | Surtees-BMW TS15    | Ortega Ecuador Marlboro Team   |
| 28 | Michel Leclère        | Elf Alpine-BMW A367 | Ecuire ELF Coombs              |
| 29 | Ronnie Peterson       | March-BMW 742       | March Racing Team              |
| 30 | Masami Kuwashima      | March-BMW 742       | Masami Kuwashima Racing Team   |
| 31 | Tom Pryce             | Chevron-Ford B27    | Team Baty                      |
| 32 | James Hunt            | Chevron-Ford B27    | Team Baty                      |
| 33 | Giancarlo Martini     | March-BMW 742       | Trivellato Corse               |
| 34 | Roland Salomon        | March-BMW 742       | Team Salomon                   |

### Calendario
| Gara | Nome                                           | Circuito               | Giri  | Lunghezza           | Data            | Note                                                                              |
| ---- | ---------------------------------------------- | ---------------------- | ----- | ------------------- | --------------- | --------------------------------------------------------------------------------- |
| 1    | Gran Premio di Barcellona                      | Circuito del Montjuïc  | 54    | 54x3,79=204,66 km   | 24 marzo        |                                                                                   |
| 2    | Deutschland Trophäe Jim Clark Gedächtnisrennen | Hockenheimring         | 20+20 | 40x6,789=271,56 km  | 7 aprile        | Gara disputata su due manche da 20 giri ciascuna. Classifica per somma dei tempi. |
| 3    | Gran Premio di Pau                             | Circuito di Pau        | 75    | 75x2,76=207,0 km    | 5 maggio        |                                                                                   |
| 4    | GP del Festival di Salisburgo                  | Salzburgring           | 50    | 50x4,238=211,9 km   | 2 giugno        |                                                                                   |
| 5    | Rhein-Pokalrennen                              | Hockenheimring         | 20+20 | 40x6,789=237,615 km | 9 giugno        | Gara disputata su due manche da 20 giri ciascuna. Classifica per somma dei tempi. |
| 6    | Gran Premio del Mugello                        | Mugello                | 25+25 | 50x5,245=262,25 km  | 14 luglio       | Gara disputata su due manche da 25 giri ciascuna. Classifica per somma dei tempi. |
| 7    | Kanonloppet                                    | Karlskoga Motorstadion | 68    | 68x3,0=204,0 km     | 11 agosto       |                                                                                   |
| 8    | Gran Premio del Mediterraneo                   | Autodromo di Pergusa   | 30+30 | 60x4,808=288,48 km  | 25 agosto       | Gara disputata su due manche da 30 giri ciascuna. Classifica per somma dei tempi. |
| 9    | GP del Baden-Württemberg e Assia               | Hockenheimring         | 20+20 | 40x6,789=271,56 km  | 28/29 settembre | Gara disputata su due manche da 20 giri ciascuna. Classifica per somma dei tempi. |
| 10   | Gran Premio di Roma                            | Autodromo Vallelunga   | 35+35 | 70x3,2=224,0 km     | 13 ottobre      | Gara disputata su due manche da 35 giri ciascuna. Classifica per somma dei tempi. |

## Risultati e classifiche

### Risultati
| Gara | Circuito     | Tempo               | Velocità                  | Pole position         | GPV                   | Vincitore                         | Vettura             |
| ---- | ------------ | ------------------- | ------------------------- | --------------------- | --------------------- | --------------------------------- | ------------------- |
| 1    | Montjuïc     | 1'18:47.68          | 155.843 km/h              | Hans-Joachim Stuck    | Hans-Joachim Stuck    | Hans-Joachim Stuck                | March-BMW           |
| 2    | Hockenheim   | 1'21:37.1           | 199.632 km/h              | Hans-Joachim Stuck    | Hans-Joachim Stuck    | Hans-Joachim Stuck                | March-BMW           |
| 3    | Pau          | 1'54:33.57          | 108.415 km/h              | Patrick Depailler     | Jacques Laffite       | Patrick Depailler                 | March-BMW           |
| 4    | Salzburgring | 1'00:33.00          | 209.975 km/h              | Tom Pryce             | José Dolhem           | Jacques Laffite                   | March-BMW           |
| 5    | Hockenheim   | 1'11:43.9           | 198.753 km/h              | Hans-Joachim Stuck    | Jean-Pierre Jabouille | Jean-Pierre Jabouille             | Elf Alpine-BMW      |
| 6    | Mugello      | 1'32:46.4           | 169.607 km/h              | Jacques Laffite       | Jean-Pierre Jabouille | Patrick Depailler                 | March-BMW           |
| 7    | Karlskoga    | 1'23:00.4 1'23:00.7 | 147.458 km/h 147.449 km/h | Patrick Depailler     | Patrick Depailler     | Ronnie Peterson Patrick Depailler | March-BMW March-BMW |
| 8    | Pergusa-Enna | 1'24:31.9           | 204.761 km/h              | Hans-Joachim Stuck    | Hans-Joachim Stuck    | Hans-Joachim Stuck                | March-BMW           |
| 9    | Hockenheim   | 1'23:26.4           | 195.273 km/h              | Jean-Pierre Jabouille | Jean-Pierre Jabouille | Patrick Depailler                 | March-BMW           |
| 10   | Vallelunga   | 1'22:48.59          | 162.300 km/h              | Patrick Depailler     | Patrick Depailler     | Patrick Depailler                 | March-BMW           |

### Classifica Piloti
| Punti | 9 | 6 | 4 | 3 | 2 | 1 |

Contano i 7 migliori risultati, ma nessun pilota si trova nella condizione di dover scartare. Solo piloti non graduati possono marcare punti validi per la classifica.
| Pos. | Nome                     | Paese          | Team              | Telaio     | Motore | Spagna (bandiera) | Germania Ovest (bandiera) | Francia (bandiera) | Austria (bandiera) | Germania Ovest (bandiera) | Italia (bandiera) | Svezia (bandiera) | Italia (bandiera) | Germania Ovest (bandiera) | Italia (bandiera) | Punti Totali |
| ---- | ------------------------ | -------------- | ----------------- | ---------- | ------ | ----------------- | ------------------------- | ------------------ | ------------------ | ------------------------- | ----------------- | ----------------- | ----------------- | ------------------------- | ----------------- | ------------ |
| 1    | Patrick Depailler        | Francia        | March Engineering | March      | BMW    | 6                 | 3                         | 9                  | -                  | -                         | 9                 | 9                 | -                 | 9                         | 9                 | 54           |
| 2    | Hans-Joachim Stuck       | Germania Ovest | March Engineering | March      | BMW    | 9                 | 9                         | -                  | -                  | 4                         | -                 | -                 | 9                 | 6                         | 6                 | 43           |
| 3    | Jacques Laffite          | Francia        | BP Racing France  | March      | BMW    | -                 | -                         | 6                  | 9                  | 6                         | -                 | 6                 | -                 | -                         | 4                 | 31           |
| 4    | Jean-Pierre Jabouille    | Francia        | Écurie Elf        | Elf-Alpine | BMW    | 4                 | -                         | 3                  | -                  | 9                         | -                 | -                 | -                 | 4                         | -                 | 20           |
| 5    | David Purley             | Regno Unito    | Team Harper       | March      | BMW    | -                 | -                         | 1                  |                    |                           |                   |                   |                   |                           |                   | 13           |
| 5    | David Purley             | Regno Unito    | Team Harper       | Chevron    | Ford   |                   |                           |                    | 6                  | -                         | -                 | -                 |                   |                           |                   | 13           |
| 5    | David Purley             | Regno Unito    | Team Harper       | Chevron    | BMW    |                   |                           |                    |                    |                           |                   |                   | 6                 | -                         | -                 | 13           |
| 6    | Michel Leclère           | Francia        | Équipe Elf        | Elf-Alpine | BMW    | 1                 | 4                         | 2                  | -                  | 2                         | -                 | -                 | 3                 | -                         | -                 | 12           |
| 7    | Patrick Tambay           | Francia        | Équipe Elf        | Elf-Alpine | BMW    | -                 | 2                         | -                  | 3                  | -                         | -                 | -                 | -                 | 3                         | 3                 | 11           |
| 8    | Gabriele Serblin         | Italia         | Trivellato Racing | March      | BMW    | 3                 | -                         | -                  | -                  | -                         | -                 | 3                 | 4                 | -                         | -                 | 10           |
| 9    | Tom Pryce                | Regno Unito    | Team Baty         | Chevron    | Ford   | -                 | -                         | -                  | -                  | 3                         |                   |                   |                   |                           |                   | 9            |
| 9    | Tom Pryce                | Regno Unito    | Team Baty         | Chevron    | BMW    |                   |                           |                    |                    |                           | 4                 | -                 | -                 | -                         | 2                 | 9            |
| 10   | Andy Sutcliffe           | Regno Unito    | Lewis Racing      | March      | BMW    | 2                 | -                         | 4                  | -                  | 1                         | -                 | -                 | -                 | -                         | -                 | 7            |
| 11   | John Watson              | Regno Unito    | Surtees Racing    | Surtees    | Ford   | -                 | 6                         | -                  | -                  | -                         | -                 | -                 | -                 | -                         | -                 | 6            |
|      | Jean-Pierre Paoli        | Francia        | BP Racing France  | March      | BMW    | -                 | -                         | -                  | -                  | -                         | 6                 | -                 | -                 | -                         | -                 | 6            |
| 13   | Jacques Coulon           | Francia        | March Engineering | March      | BMW    | -                 | -                         | -                  | -                  | -                         | 3                 | -                 | -                 | 2                         | -                 | 5            |
| 14   | José Dolhem              | Francia        | Surtees Racing    | Surtees    | Ford   | -                 | -                         | -                  | 4                  | -                         | -                 | -                 | -                 | -                         | -                 | 4            |
|      | Masami Kuwashima         | Giappone       | Kuwashima Racing  | March      | BMW    | -                 | -                         | -                  | -                  | -                         | -                 | 4                 | -                 | -                         | -                 | 4            |
| 16   | Maurizio Flammini        | Italia         | Equipe Nationale  | March      | BMW    | -                 | -                         | -                  | 2                  | -                         | -                 | -                 | -                 | -                         | -                 | 2            |
|      | Giancarlo Martini        | Italia         | Trivellato Racing | March      | BMW    | -                 | -                         | -                  | -                  | -                         | 2                 | -                 | -                 | -                         | -                 | 2            |
|      | Alain Cudini             | Francia        | Écurie Elf        | Elf-Alpine | BMW    | -                 | -                         | -                  | -                  | -                         | -                 | 2                 | -                 | -                         | -                 | 2            |
|      | Torsten Palm             | Svezia         | Team Robert       | GRD        | BMW    | -                 | -                         | -                  | 1                  | -                         | -                 | 1                 | -                 | -                         | -                 | 2            |
|      | Duilio Truffo            | Italia         | Equipe Nationale  | March      | BMW    | -                 | -                         | -                  | -                  | -                         | -                 | -                 | 2                 | -                         | -                 | 2            |
|      | Alessandro Pesenti-Rossi | Italia         | Equipe Nationale  | March      | BMW    | -                 | -                         | -                  | -                  | -                         | -                 | -                 | -                 | 1                         | 1                 | 2            |
| 22   | Bertil Roos              | Svezia         | Opert Racing      | Chevron    | Ford   | -                 | 1                         | -                  | -                  | -                         | -                 | -                 | -                 | -                         | -                 | 1            |
|      | Brian Henton             | Regno Unito    | March Engineering | March      | BMW    | -                 | -                         | -                  | -                  | -                         | 1                 | -                 | -                 | -                         | -                 | 1            |
|      | Cosimo Turizio           | Italia         | Trivellato Racing | March      | BMW    | -                 | -                         | -                  | -                  | -                         | -                 | -                 | 1                 | -                         | -                 | 1            |